# Boutyrski
Boutyrski (Муниципальный округ Бутырский) est un district municipal de la ville de Moscou, capitale de la Russie, dépendant du district administratif nord-est.
Le nom du quartier est historique, dans le passé, le terme de Boutyrki désignait des petits villages à proximité de la ville, mais séparés de lui par les bois ou les champs.
Les premières mentions de la ville de la dite Boutyrka remontent au XIVe siècle, quand c'était un village appartenant au boyard Nikita Romanovitch Zakhariev-Youriev, le grand-père de Michel Ier, premier tsar de la maison Romanov.
En 1667, le territoire est devenu le siège d'un régiment militaire, qui en 1742 a été inclus dans le territoire de la ville en pleine expansion.

## Histoire

### Époque ancienne
La première mention de Boutyrki remonte au XIVe siècle, à l'époque d'Ivan Kalita. L'actuelle rue Boutyrskaïa était traversée par une ancienne route menant à Dmitrov. À cet endroit se trouvait le village suburbain de Boutyrka (Boutyrkino), qui appartenait au boyard Nikita Romanovitch Zakharine, grand-père du premier tsar de la dynastie des Romanov, Mikhaïl Fiodorovitch. Entre 1623 et 1624, le village passa à son fils, le boyard Ivan Romanov.
Une église en bois de la Nativité de la Vierge fut construite à Boutyrki, et à partir de ce moment, le village fut appelé le village de Rozhdestveno sur la route de Dmitrov.
En 1667, le village de Boutyrkino fut cédé pour l'installation des soldats du plus ancien régiment de Russie, le régiment de Boutyrski.

### Intégration à Moscou
En 1742, la ville s'étendit jusqu'à la sloboda (colonie) des soldats de Boutyrski. Au début de la rue Boutyrskaïa se trouvait le rempart de la Chambre des Collèges (Kamer-Kollejskiy val) avec une barrière, également appelée Boutyrskaïa. En 1767, l'administration militaire transféra la sloboda sous la juridiction de la police. Le Sénat intégra la sloboda de Boutyrski à la ville, la rattachant au 5e district de Souchtchevo et la divisant en deux quartiers. En 1808, la sloboda s'étendait sur 807 hectares de terres appartenant à l'Église et comptait 134 maisons. Après la guerre patriotique de 1812, la sloboda se transforma en une zone de villégiature. On y trouvait les datchas de N.I. Bestoujev, D.F. Repnina et du prince Dolgoroukov.

### XIXe siècle
En 1823, derrière la sloboda de Boutyrski, fut fondée la base d'enseignement et d'expérimentation de l'Institut supérieur de zootechnie de Moscou, appelée «Ferme de Boutyrski». Après l'ouverture en 1865 de l'Académie agricole et forestière Petrovskaïa (aujourd'hui Académie agricole K.A. Timiriazev), la construction de datchas s'intensifia, et le trafic augmenta à tel point qu'en 1886, les autorités municipales mirent en service un tramway à vapeur entre la barrière de Boutyrski et l'académie. En 1899, la ligne du premier tramway électrique de Moscou atteignit Boutyrki. La même année, la gare de Saviolovo fut construite.

### Après la Grande Guerre patriotique
Après la Grande Guerre patriotique de 1941-1945, la construction de masse d'immeubles résidentiels de 3 à 5 étages, accompagnés d'installations industrielles, commerciales et culturelles, commença sur le territoire de la ferme de Boutyrski. De nouvelles rues modernes apparurent à la place des anciens chemins de la ferme de Boutyrski: Gontcharova (ce nom fut attribué en 1958), Dobrolioubova (1958), Roustavéli (1958), Fonvizine (1958), Yablochkova (1958) et Milachenkova (1964).

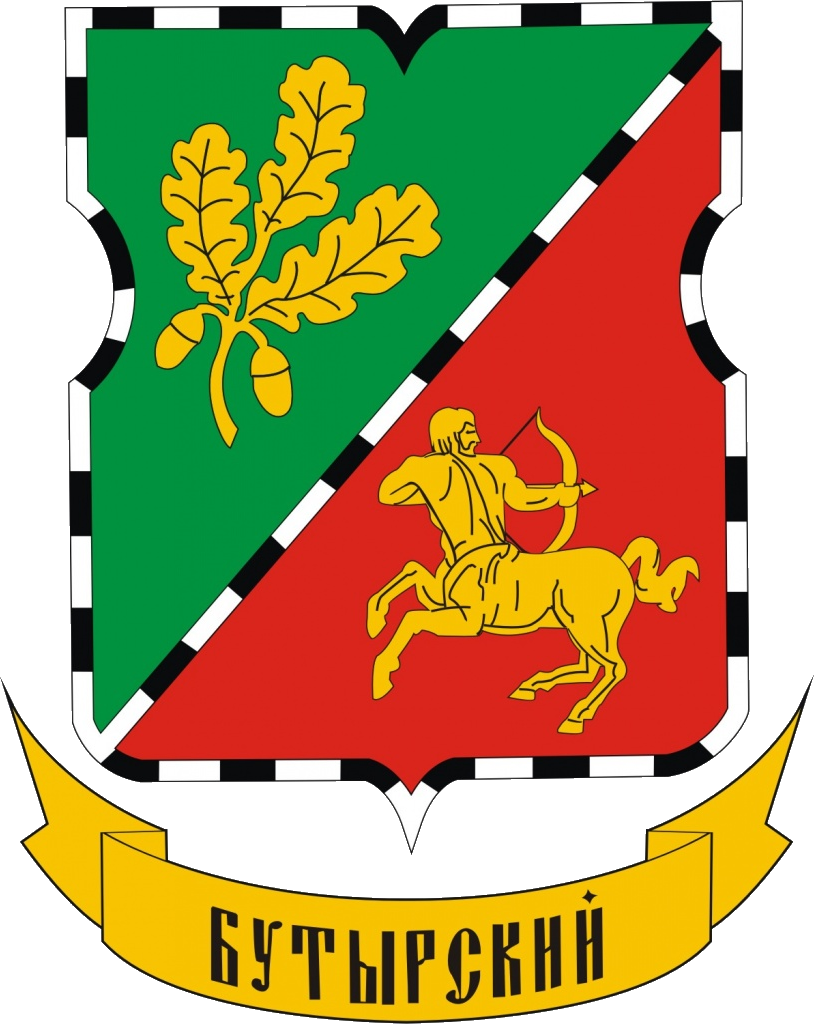
Armes du district
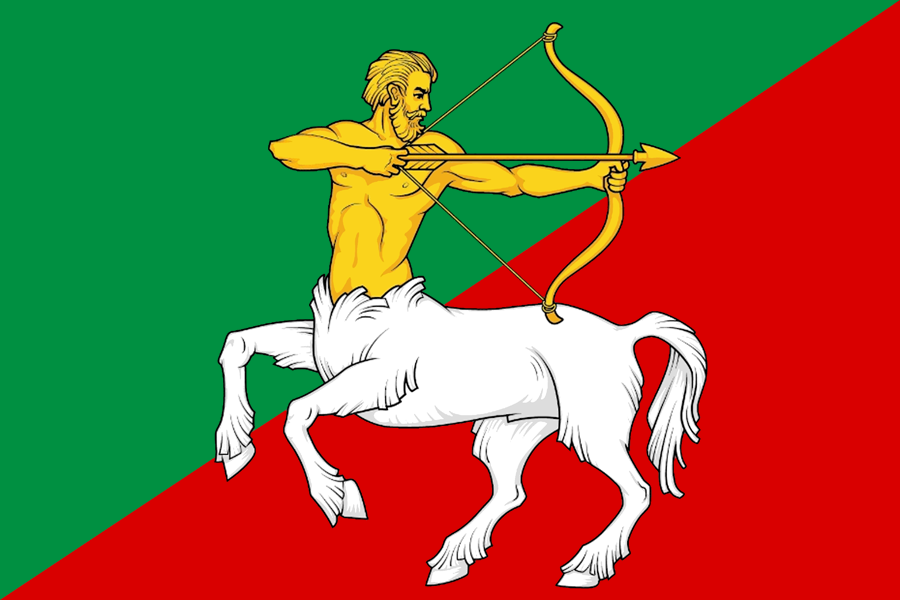
Drapeau du district